# Alasdair MacIntyre
Alasdair Chalmers MacIntyre (Glasgow, 12 de janeiro de 1929 – 21 de maio de 2025) foi um filósofo britânico principalmente conhecido por suas contribuições para a moral e pela filosofia política, mas também é conhecido por suas obras no campo da história da filosofia e teologia. Ele é pesquisador sênior do Centro de Estudos Contemporâneo Aristotélicos em ética e política (CASEP) na Universidade Metropolitana de Londres, e professor emérito da Universidade de Nossa Senhora (Notre Dame).

## Biografia
Alasdair Chalmers MacIntyre nasceu em 12 de Janeiro de 1929 em Glasgow, por John e Emily (Chalmers) MacIntyre. Educado na Universidade de Londres, e foi mestre de artes na Universidade de Manchester e na Universidade de Oxford. Começou sua carreira docente em 1951 na Universidade de Manchester, lecionando para a Universidade de Leeds, Universidade de Essex e Universidade de Londres no Reino Unido, antes de se mover para os Estados Unidos por volta de 1969. Sendo considerado uma espécie de intelectual nômade, tendo lecionado em dezenas de universidades nos Estados Unidos. 

## Pensamento
A abordagem de Macintyre a filosofia moral contêm uma série de características complexas das sociedades contemporâneas. No entanto seu projeto é largamente influenciado pela caracterização em tentar reviver a concepção moral Aristotélica sustentada pela ética das virtudes, descrevendo a sua própria tentativa como uma abordagem peculiarmente moderna. Esta "compressão peculiar contemporânea" em grande parte diz respeito a abordagem de MacIntyre acerca dos problemas e disputas morais. Ao contrário de alguns filósofos analíticos que tentaram generalizar o consenso moral na base de uma ideia de racionalidade, MacIntyre apresenta uma descrição histórica da evolução da ética, a fim de iluminar o problema moderno das "incomensuráveis" noções morais, ou seja, os argumentos morais que procedem de premissas incompatíveis. Na sequência de Hegel e Collingwood, ele oferece uma "história da filosofia" (que ele distingue de ambas as abordagens analíticas e fenomenológicas da filosofia), na qual ele admite desde o início que "não existem normas neutras disponíveis pelo apelo a qualquer agente racional que seja possível determinar a validade das conclusões morais".
Aliás, um dos principais pontos de MacIntyre em sua mais famosa obra, After Virtue, é que a tentativa falhou por diversas vezes, começando pelos pensadores iluministas para fornecer uma generalização do ponto de vista universal de uma racionalidade moral, que acabou levando a uma rejeição da racionalidade como fundamentação moral para pensadores posteriores, como Charles Stevenson, Jean-Paul Sartre e Friedrich Nietzsche. MacIntyre salienta, que é especialmente por conta do total repúdio de uma fundamentação racional da moral por parte de filósofos tais como Nietzsche, que o resultado da busca equivocada do Iluminismo para um argumento definitivo que iria resolver disputas morais em vistas de uma razão calculadora autônoma e sem uso de teleologia, se demonstra falha nos tempos modernos.
Em contrapartida, MacIntyre está preocupado com a recuperação de várias formas de racionalidades morais e argumenta que não alega nem uma finalidade última nem uma certeza incorrigível (o projeto equivocado do iluminismo), e no entanto, não aceita uma posição relativística ou emotivista de negação de uma moralidade racional, através de preceitos psicológicos e de ordem sentimental subjetiva (que de acordo com ele, os pensadores não iluministas tais como Nietzsche, Sartre e Stevenson não compreenderam). Ao fazer essa critica à história da filosofia moral, ele retorna à tradição da ética aristotélica com a sua definição teleológica das ações morais, e sua finalidade pratica nas pessoas influenciado pela variabilidade das circunstâncias, que foi inicialmente rejeitado pelo Iluminismo e que a partir de Aristóteles atingiu uma articulação mais ampla nos escritos medievais de Tomás de Aquino. Esta tradição aristotélico-tomista, o tomismo, ele propõe, apresenta "a melhor teoria até agora", tanto de como as coisas são e como devemos agir. Em termos mais gerais, de acordo com MacIntyre é o caso que as disputas morais sempre acontecem dentro e entre as tradições de pensamento rivais que se recorrem a uma variabilidade de ideias, pressupostos e tipos de argumentação e entendimentos comuns, além de abordagens que foram herdadas do passado. Assim, mesmo que não haja nenhuma maneira definitiva para uma tradição na filosofia moral de vencer e afastar a possibilidade de uma outra, no entanto, visões opostas podem desafiar uma à outra por vários meios, incluindo questões de coerência interna, reconstrução imaginativa de dilemas, crise epistêmica e sua fecundidade

### After Virtue (1981) (Depois da Virtude)
Em termos gerais a tarefa da obra After Virtue ("Depois da Virtude". Bauru: EDUSC, 2001), é explicar tanto a qualidade disfuncional do discurso moral dentro da sociedade moderna, como reabilitar o que MacIntyre considera ser uma alternativa esquecida na racionalidade teleológica da ética das virtudes aristotélica.

### Whose Justice? Which Rationality? (1988) (Justiça de quem? Qual Racionalidade?)
Segunda maior obra de MacIntyre no seu período de maturidade, retoma o problema de dar conta da racionalidade filosófica no contexto da sua noção de "tradições", que ainda tinha permanecido inacabado em Depois da virtude. Especificamente, MacIntyre argumenta que as concepções rivais e totalmente incompatíveis, da justiça, são o resultado de formas rivais e totalmente incompatíveis, da racionalidade prática. Essas formas concorrentes de racionalidade prática, e suas ideias concernentes a justiça por sua vez são o resultado de "tradições socialmente consagrados e delimitadas de investigação racional". Embora o tratamento de MacIntyre, de tradições é bastante complexo, ele dá uma definição relativamente conciso: "A tradição é um argumento estendido ao longo do tempo em que certos acordos fundamentais são definidos e redefinidos "em termos de debates internos e externos".
Grande parte da Justiça de quem? Qual racionalidade? é, portanto, engajar na tarefa de não só dar ao leitor exemplos de tradições rivais e as diferentes maneiras que elas se divergem, complementam ou se anulam (por exemplo, as éticas aristotélicas, agostiniana, tomista, humeana), mas também para provar como a racionalidade prática e uma concepção de justiça elaborada por MacIntyre constituem uma nova maneira interpretativa dessas tradições. MacIntyre argumenta que apesar da  incomensurabilidade das éticas morais, existem várias maneiras em que as tradições rivais poderiam envolver uma à outra de forma racional - sobretudo através de uma forma de crítica imanente que faz uso da imaginação empática para, em seguida, colocar a tradição rival em "crise epistemológica", mas também por ser capaz em resolver compartilhadamente problemas análogos e dilemas de dentro de nossa própria tradição, que permanecem insolúveis em vista da abordagem rival. 
O argumento de MacIntyre também defende mais três teses: primeiro, que toda investigação racional humana é conduzido de forma consciente ou não de dentro de uma tradição, em segundo lugar, que os esquemas conceituais incomensuráveis de tradições rivais não implicam qualquer relativismo ou perspectivismo, em terceiro lugar, que, embora os argumentos do livro são tentativas de se intuir proposições morais universalmente válidas eles são, no entanto, dadas a partir de uma tradição particular (a de aristotelismo tomista) e que esta não implica necessariamente qualquer inconsistência filosófica.

## Ética das virtudes
MacIntyre é uma figura central no recente interesse pela ética das virtudes, a qual identifica a questão central da moralidade como tendo que lidar com os hábitos e o conhecimento da melhor maneira de viver e ter uma vida boa. Sua abordagem busca demonstrar que o bom juízo advêm de uma noção do que é bom proveniente do agente moral. Ser uma boa pessoa não é só seguir regras formais de uma razão atribuidora de juízos morais. Ao elaborar esse problema, MacIntyre entende ser preciso retrabalhar a ideia Aristotélica de uma ética teleológica.
MacIntyre enfatiza a importância dos bens morais definidos em relação a uma comunidade engajada em uma "prática" - que ele chama de "bens internos" ou "bens de excelência" - ao invés de focar na prática independente obrigação de um agente moral (ética deontológica) ou o consequencialismo de um determinado ato pela ética utilitarista. A ética das virtudes no mundo acadêmico europeu / norte-americano (filosofia continental) é associada com os filósofos pré-modernos (por exemplo, Platão, Aristóteles, Tomás de Aquino), mas também totalmente envolvida com outras formas de sistemas modernos de ética (por exemplo, a deontologia kantiana). MacIntyre argumenta que a síntese de Tomás de Aquino do agostinismo com o aristotelismo é mais perspicaz do que as modernas teorias morais, centrando-se sobre o telos ('fim', ou execução) de uma prática social e de uma vida humana, no contexto das quais a moralidade dos atos pode ser avaliada. Seu trabalho seminal na área da ética das virtudes pode ser encontrado em seu livro de 1981, After Virtue.